# Discursul de la Gettysburg

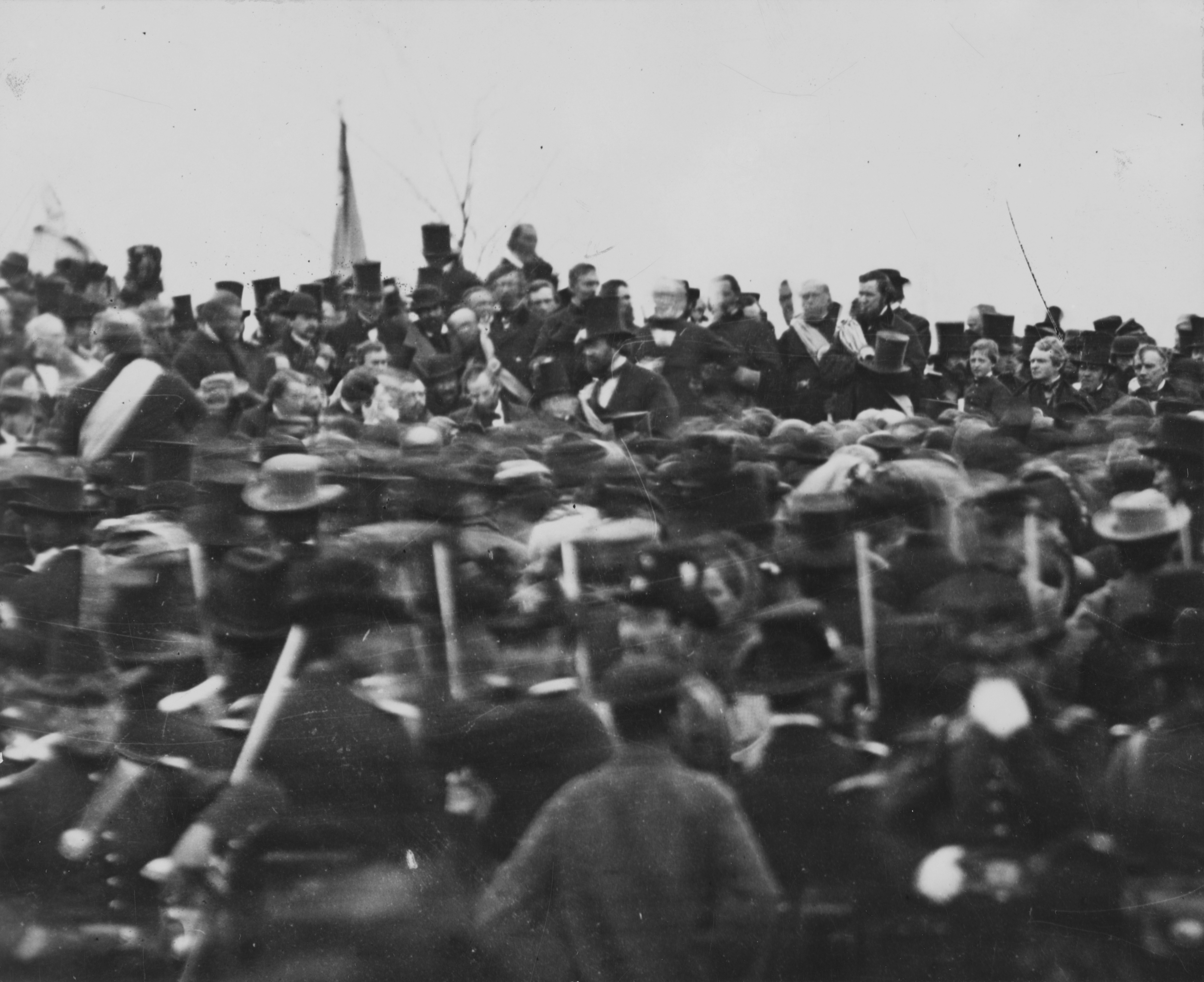
Singura fotografie confirmată a lui Abraham Lincoln la Gettysburg, făcută în preajma prânzului, imediat după sosirea lui Lincoln și cu trei ore înainte de a ține discursul. La dreapta lui Lincoln stă garda sa de corp, Ward Hill Lamon.

Discursul de la Gettysburg este o cuvântare ținută de Președintele Statelor Unite Abraham Lincoln și unul dintre cele mai des citate discursuri din istoria Statelor Unite. Discursul a fost ținut cu ocazia dedicării Cimitirului Militar Național din Gettysburg, Pennsylvania, în dupăamiaza zilei de joi, 19 noiembrie 1863, în timpul războiului civil, cu patru luni și jumătate înainte de victoria decisivă a armatelor Uniunii împotriva celor ale Confederației în Bătălia de la Gettysburg.
Cuvântarea atent construită a lui Abraham Lincoln, de o importanță secundară în acea zi, a ajuns să fie privită ca unul dintre cele mai mărețe discursuri din istoria SUA. În doar două minute, Lincoln a invocat principiile egalității între oameni expuse în Declarația de independență a Statelor Unite și a redefinit războiul civil ca o luptă nu doar pentru păstrarea Uniunii, ci ca „o nouă naștere a libertății” care avea să aducă adevărata egalitate tuturor cetățenilor și care avea să creeze o națiune unită în care drepturile statelor nu mai sunt dominante.
Începând cu fraza „acum optzeci și șapte de ani...”, Lincoln a făcut referire la evenimentele războiului civil și a descris ceremonia de la Gettysburg drept o ocazie nu doar de a inaugura un cimitir, ci pentru a dedica pe cei vii luptei pentru a asigura că „guvernarea poporului de către popor, pentru popor, să nu piară de pe fața Pământului”.
În pofida rolului important al discursului în istoria și în cultura populară americană, textul exact al discursului nu este cunoscut. Cele cinci manuscrise ale discursului de la Gettysburg diferă printr-o serie de detalii și diferă și față de retipăririle contemporane.

## Text
„Acum optzeci și șapte de ani, părinții noștri au adus pe acest continent o nouă națiune, concepută în Libertate, care s-au dedicat ideii că toți oamenii sunt creați egali.

Acum suntem angajați într-un mare război civil, testând dacă națiunea noastră sau orice națiune așa concepută și așa dedicată poate să îndure. Ne-am întâlnit pe un mare câmp de luptă al acelui război. Am ajuns să dedicăm o mare porțiune a acelui câmp, ca un loc de veghe celor care și-au dăruit viața ca acea națiune să poată trăi. Este întru totul potrivit ca noi să facem asta.

Dar, într-un sens mai vast, noi nu putem dedica - noi nu putem consacra - noi nu putem sfinți - acest pământ. Oamenii curajoși, vii sau morți, care s-au chinuit aici, au consacrat acest loc, mult peste puterea noastră de a adăuga sau substrage. Lumea puțin va ține cont și va ține minte pentru puțin timp ceea ce spunem aici, dar nu va uita niciodată ceea ce au făcut ei aici. Mai curând este pentru noi cei vii să fim dedicați aici muncii neterminate a celor care s-au luptat și au avansat atât de nobil. Mai degrabă este pentru noi să fim dedicați măreței sarcini rămase în fața noastră, să luăm de la acești onorați morți devotament pentru cauza căruia ei și-au dat ultima plină măsură de devotament - pentru a ne asigura ca nu au murit pentru nimic - că această națiune, sub Dumnezeu, va avea o nouă naștere a libertății - adică guvernarea poporului de către popor, pentru popor, să nu piară de pe fața Pământului.”